# 納米比亞超級足球聯賽
納米比亞超級足球聯賽(Namibia Premier League)是納米比亞足球協會组织的职业足球联赛，是納米比亞足球聯賽系統中的最高級別聯賽。
1985年開始，最初有12隊角逐，2005年增至16隊角逐。

## 參賽球隊
2022–23年納米比亞超級足球聯賽參賽隊伍共有 16 支。
- 黑非洲 (Black Africa SC)
- 非洲之星 (African Stars FC)
- 圖拉魔術 (Tura Magic FC)
- 納米比亞大學 (UNAM)
- Life Fighters FC
- 米戈蒂 (Mighty Gunners FC)
- 公民 (Citizens FC)
- 十一箭 (Eleven Arrows FC)
- 非洲虎 (United Africa Tigers)
- 朱里霍競技 (Julinho Sporting)
- 藍色水域 (Blue Waters FC)
- 奧卡漢賈聯 (Okahandja United)
- 巴西青年 (Young Brazilians)
- 斯維斯 (Civics FC)
- 奧蘭多海盜 (Orlando Pirates SC)
- 非洲年輕人 (Young Africans FC)

## 歷屆冠軍
- 1990 : 奧蘭多海盜
- 1991 : 十一箭
- 1992 : Ramblers F.C.
- 1993 : Chief Santos
- 1994 : 非洲之星
- 1995 : 黑非洲
- 1996 : 藍色水域
- 1997 : 沒有舉行
- 1998 : 黑非洲
- 1999 : 黑非洲
- 2000 : 藍色水域
- 2001–02 : Liverpool Okahandja
- 2002–03 : Chief Santos
- 2003–04 : 藍色水域
- 2004–05 : 斯維斯
- 2005–06 : 斯維斯
- 2006–07 : 斯維斯
- 2007–08 : 奧蘭多海盜
- 2008–09 : 非洲之星
- 2009–10 : 非洲之星
- 2010–11 : 黑非洲
- 2011–12 : 黑非洲
- 2012–13 : 黑非洲
- 2013–14 : 黑非洲
- 2014–15 : 非洲之星
- 2015–16 : 非洲虎
- 2016–17 : 沒有舉行
- 2017–18: 非洲之星
- 2018–19: 黑非洲

納米比亞足球協會在2018-19年賽季後，因為納米比亞超級足球聯賽出現問題，決定自行創立新的聯賽。儘管原定於2021年首次亮相，但由於獲得了重大贊助資金，該聯賽最終在2022-23賽季舉行了首個賽季。
- 2022–23: 非洲之星

## 外部連結
- Official site
- RSSSF competition history （页面存档备份，存于）